# Échelle de somnolence d'Epworth
« Epworth » redirige ici. Pour les autres significations, voir Epworth (homonymie).
L'échelle de somnolence d'Epworth est un questionnaire qui mesure la somnolence diurne. Elle a été à l'origine inventée pour évaluer l'efficacité des traitements contre l'apnée du sommeil.

## Description du questionnaire
La probabilité de s’endormir est cotée de 0 à 3 selon le risque d’assoupissement :
- 0 = jamais d’assoupissement : "cela ne m'arrive jamais";
- 1 = risque faible d’assoupissement : "il y a un petit risque que cela m'arrive";
- 2 = risque modéré d’assoupissement : "il m'arrive de somnoler dans ces circonstances";
- 3 = risque élevé d’assoupissement : "je somnole à chaque fois dans cette situation".

Elle est évaluée pour huit situations différentes :
- Assis en train de lire ;
- En regardant la télévision ;
- Assis, inactif, dans un lieu public ;
- Comme passager dans une voiture roulant pendant 1 heure sans s'arrêter ; ou en bus, train, métro ou avion ;
- Allongé pour se reposer l’après-midi quand les circonstances le permettent ;
- Assis en train de parler à quelqu'un en face-face ou au téléphone;
- Assis calmement à table ou dans un fauteuil après un repas sans alcool ;
- Au volant d'une voiture immobilisée quelques minutes dans un encombrement.

Le total est noté sur 24 :
- score de 0 à 6 : Bon sommeil ;
- score de 7 à 8 : Moyenne ;
- score > 9 : Risque de somnolence pathologique. Il est recommandé de consulter un médecin pour déterminer si vous souffrez d'un trouble du sommeil.